# Société coloniale des artistes français

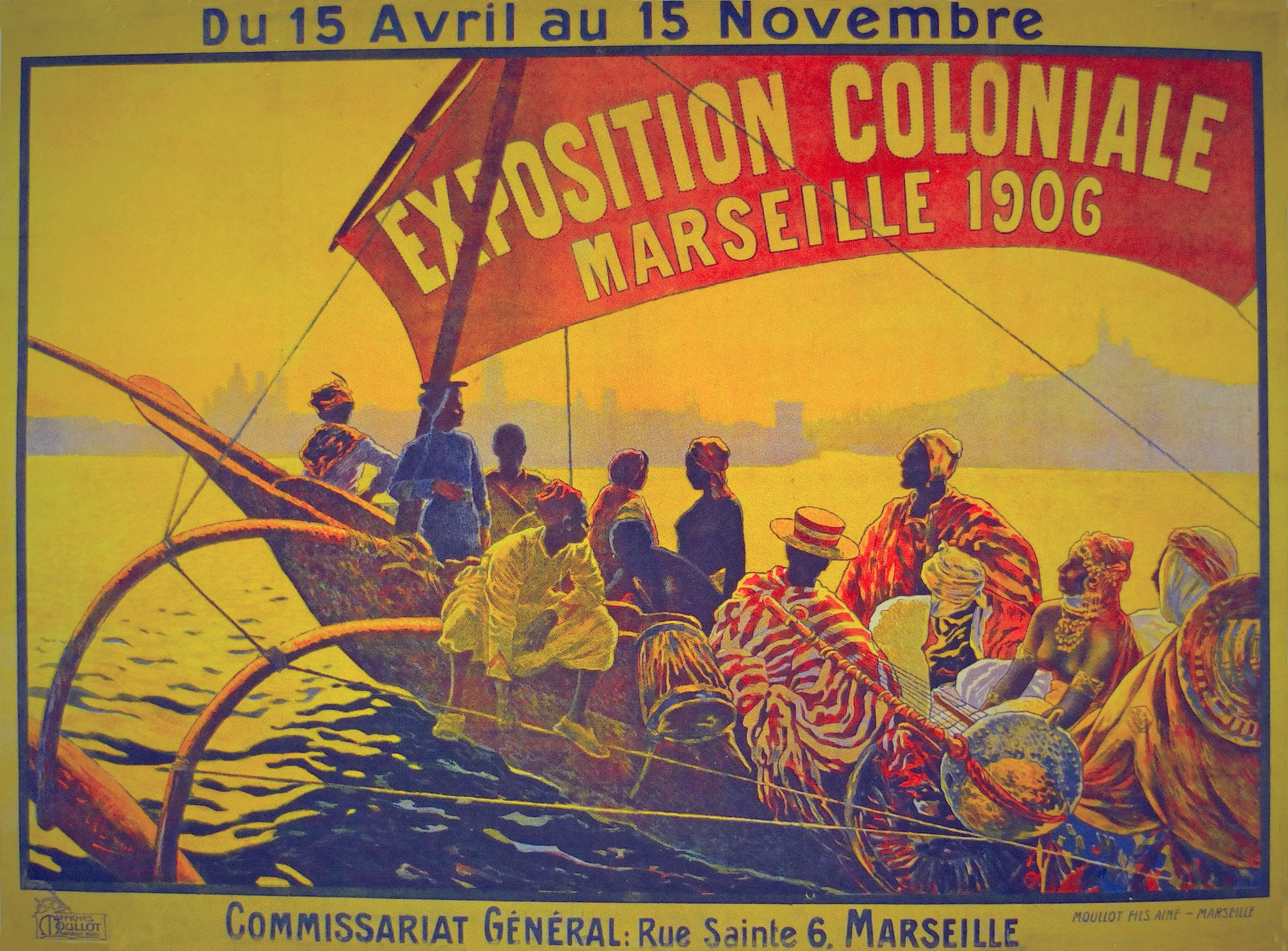
Affiche de l'Exposition coloniale de Marseille en 1906

La Société coloniale des artistes français, fondée en 1908 par Louis Dumoulin est une association de promotion artistique. Sa devise est « L’expansion coloniale par l’Art, au profit de la France et de l’Art ». Elle est renommée en 1946 «Société des beaux-arts de la France d'outre-mer», en 1961 «Société des beaux-arts d’outre-mer», puis en 1970 «Société internationale des beaux-arts».

## Activités
La société voit le jour à la suite de l'Exposition coloniale de Marseille en 1906 et de l'exposition L'Algérie, la Tunisie et les Indes de 1907 à la Galerie Bernheim-Jeune. Elle reçoit le soutien du ministère des Colonies, du ministère de l'Instruction publique et des beaux-arts, du ministère des Affaires étrangères. Le sénateur de la Guadeloupe Henry Bérenger succède en 1925 à Dumoulin à la présidence de la société et renforce le lien avec les instances politiques.

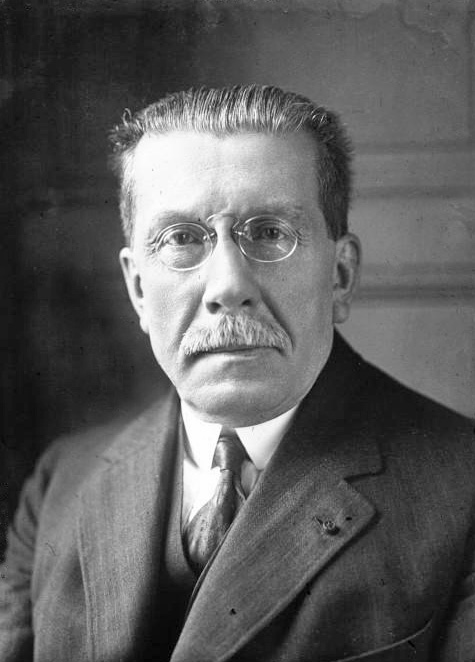
Henry Bérenger, sénateur de Guadeloupe de 1912 à 1945, président de la Société coloniale des artistes français à partir de 1925

La Société encourage le séjour d'artistes dans les colonies en distribuant des bourses de voyage notamment à Rachel Hautot et Henri Pontoy. Elle organise des salons, qui deviennent réguliers à partir de 1929. 

### Salons et prix
La société participe aux Salons de la France d’Outre-Mer en 1935 et 1940 où expose par exemple Raoul du Gardier. Les prix qu'elle fonde avec les autorités coloniales et diverses entreprises comme les compagnies maritimes constituent une activité importante, notamment le Prix de l'Indochine (remporté notamment par Charles Fouqueray en 1914, Paul Jouve en 1921, Jean Bouchaud en 1924, Raymond Virac en 1927, Évariste Jonchère en 1932, Jean Despujols en 1936...), le Prix de la Guadeloupe, le Grand Prix de la littérature coloniale (remporté notamment par Maurice Le Glay en 1922).

### Situation dans le milieu artistique colonial
La Société coloniale des artistes français rivalise avec la Société des peintres orientalistes français qu'elle devance au moment de l'Exposition coloniale de Marseille de 1922. Après la Seconde Guerre mondiale, la Société des peintres orientalistes français disparaît et la Société coloniale des artistes français s'adapte au nouveau statut des colonies en devenant la «Société des beaux-arts de la France d'outre-mer».